# Pixie Davies
Pixie Love Davies, född 9 december 2006, är en brittisk skådespelare.
Davies har bland annat medverkat i TV-serien Castlevania: Nocturne. Hon har även medverkat i filmerna Mr. Hoppys hemlighet och Mary Poppins kommer tillbaka.

## Filmografi (i urval)
- 2015 – Mr. Hoppys hemlighet
- 2018 – Mary Poppins kommer tillbaka
- 2023 – Trollkarlens elefant (röst)
- 2023 – Castlevania: Nocturne (TV-serie)